# Longitarsus monticola
Longitarsus monticola es una especie de insecto coleóptero de la familia Chrysomelidae. Fue descrita científicamente en 1863 por Kutschera.